# Тук (Ровище)
45°55′ пн. ш. 16°43′ сх. д. / 45.92° пн. ш. 16.71° сх. д.
Тук (хорв. Tuk) — населений пункт у Хорватії, в Б'єловарсько-Білогорській жупанії у складі громади Ровище.

## Населення
Населення за даними перепису 2011 року становило 354 осіб.
Динаміка чисельності населення поселення: